# James Anthony Bailey

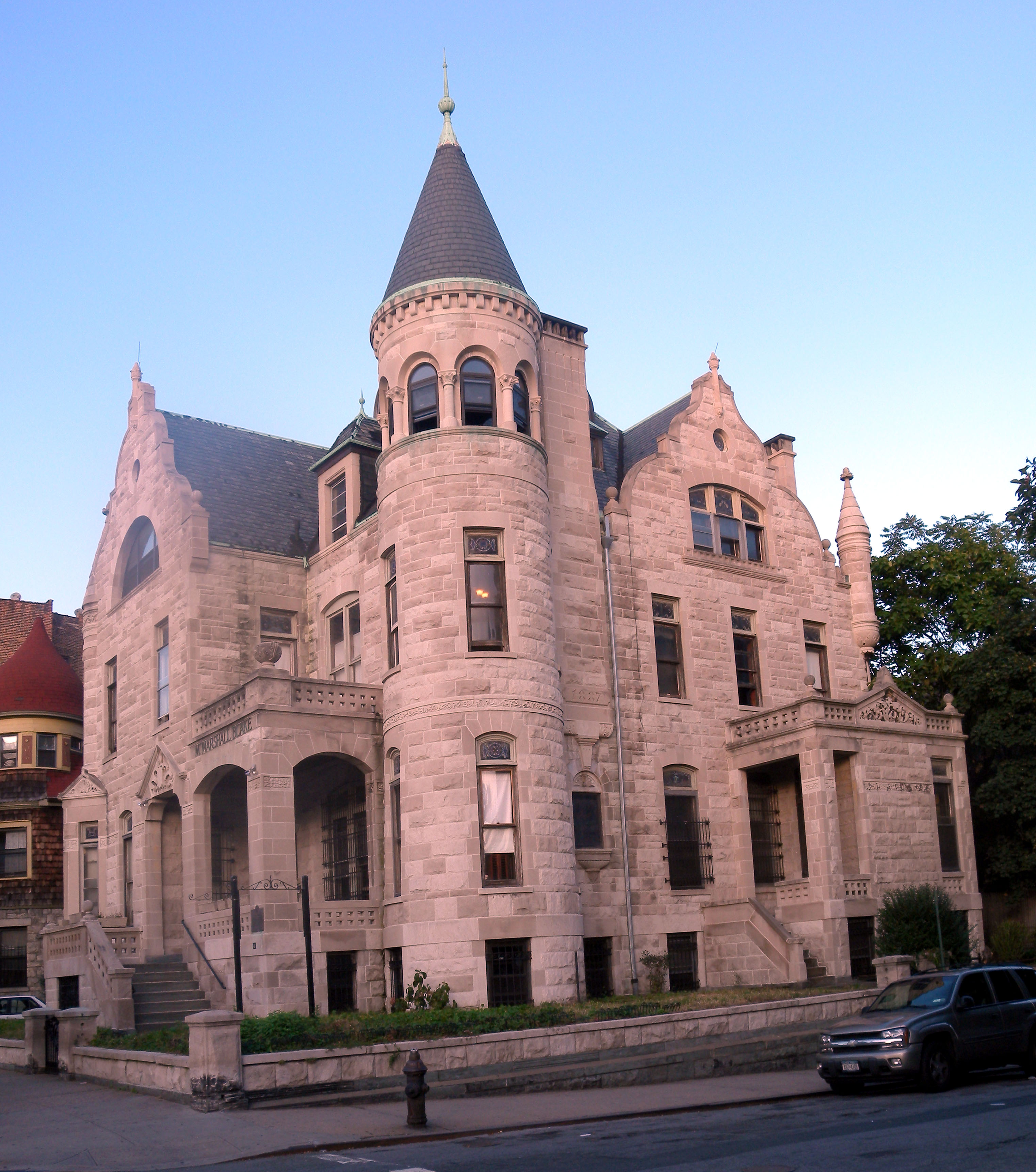
Dům Jamese Baileyho v Harlemu (New York)

James Anthony Bailey (4. července 1847 – 11. dubna 1906), rozený James Anthony McGinnis, byl americký cirkusový ředitel.

## Život a kariéra
Osiřel ve věku osmi let. McGinnis začal pracovat jako pikolík ve městě Pontiac, Michigan. Tam jej, jako náctiletého, objevil Frederic Harrison Bailey (Hachaliaha Baileyho). F. H. Bailey nechal McGinnise pracovat jako svého asistenta. Oba spolu cestovali mnoho let. McGinnis nakonec přijal od F. H. Bailey příjmení.
Bailey později spolupracoval Jamesem E. Cooperem a v době, kdy mu bylo 25, byl manažer cirkusu Cooper and Bailey. Později se setkal s P. T. Barnumem. Společně založili Barnum and Bailey Circus v roce 1881.
Bailey byl ženatý s Ruth McCaddon z Zanesville, Ohio. Zemřel na růži (latinsky erysipel) v roce 1906.
Je pohřben na hřbitově Woodlawn Cemetery v Bronxu v New York.